# ناحیه سوق نعمان
ناحیه سوق نعمان (به عربی: دائرة سوق نعمان) یک ناحیه در الجزایر است که در استان ام‌البواقی واقع شده‌است.